# Cholchol
Cholchol ou Chol Chol est une ville et une commune du Chili de la Province de Cautín, elle-même située dans la Région de l'Araucanie. En 2012, la population de la commune s'élevait à 10 678 habitants. La superficie de la commune est de 428 km2 (densité de 25 hab./km2),.

## Situation
Le territoire de la commune de Cholchol se trouve dans la vallée centrale du Chili. L'agglomération principale est située le long du río Cholchol. La commune est située à 606 kilomètres à vol d'oiseau au sud de la capitale Santiago et à 26 kilomètres au nord-ouest de Temuco capitale de la Région de l'Araucanie.

## Histoire
Durant la pacification de l'Auricanie en 1881 les mapuches habitant la région tentent de se révolter contre la colonisation de leur territoire en mais sont matés par les militaires chiliens. Pour contrôler les populations indigènes ceux-ci construisent un fort baptisé Cholchol qui donne par la suite son nom à l'agglomération. La commune de Cholchol est créée en 2004 par scission du nord du territoire de la commune existante de Nueva Imperial. Sa population est majoritairement mapuche.

Position de Cholchol (en rouge) au sein de la Région de l'Araucanie.